# Jason Dunham (Eishockeyspieler)
Jason Dunham (* 21. März 1970 in Edmonton, Alberta) ist ein ehemaliger kanadisch-deutscher Eishockeyspieler, der bis 2009 für die Straubing Tigers aus der Deutschen Eishockey Liga spielte. Derzeit ist er sportlicher Leiter der Niederbayern.

## Karriere
Dunham spielte bereits als Jugendlicher erfolgreich Eishockey, plante aber nach dem Studium das Immobiliengeschäft seines Vaters zu übernehmen. Durch ein Angebot kam der Flügelstürmer allerdings nach Deutschland und schlug die Laufbahn des Eishockeyprofis ein. Von 1993 bis 1995 spielte Dunham für den EV Dingolfing in der Regionalliga, der sowie deren Nachfolger, der „2. Liga“. Anschließend wechselte der Flügelspieler zum TEV Miesbach in die 1. Liga Süd. In der Saison 1996/97 stand der Linksschütze für den ERSC Amberg in der 2. Liga Süd auf dem Eis, ein Jahr später für den Braunlager EHC in der 1. Liga Nord.
Von 1998 bis 2001 spielte der Kanadier für die Crocodiles Hamburg, zunächst in der damals zweithöchsten deutschen Spielklasse, nach dem Abstieg in der Saison 1999/00 in der Oberliga. 2001 kam der Angreifer, der mittlerweile auch die deutsche Staatsangehörigkeit besaß, zu den Straubing Tigers in die 2. Bundesliga. Mit starken Leistungen empfahl sich Dunham in der Folgezeit für die Deutsche Eishockey Liga und heuerte zur Saison 2002/03 bei den Frankfurt Lions an. Nach einer enttäuschenden Saison mit nur zwei Scorerpunkten in 50 Spielen kehrte der Außenstürmer in die 2. Bundesliga zurück und unterschrieb einen Vertrag beim Heilbronner EC. Seit der Saison 2004/05 war Jason Dunham wieder für die Straubing Tigers aktiv, zunächst in der 2. Bundesliga, nach dem Aufstieg 2006 in der DEL. Nach der Spielzeit 2008/09 beendete der Deutschkanadier seine aktive Karriere bei den Niederbayern, blieb dem Verein aber erhalten und übernahm von 2009 bis 2011 das Amt des Co-Trainers und Team-Managers. Im Mai 2011 wurde Dunham als Nachfolger von Jürgen Pfundtner sportlicher Leiter der Straubing Tigers. Der Vertrag wurde im Februar 2018 um weitere drei Jahre bis zum Ende der Saison 2020/21 verlängert.
Dunham ist verheiratet und lebt in Aschach.

## Karrierestatistik
(Legende zur Spielerstatistik: Sp oder GP = absolvierte Spiele; T oder G = erzielte Tore; V oder A = erzielte Assists; Pkt oder Pts = erzielte Scorerpunkte; SM oder PIM = erhaltene Strafminuten; +/− = Plus/Minus-Bilanz; PP = erzielte Überzahltore; SH = erzielte Unterzahltore; GW = erzielte Siegtore; 1 Play-downs/Relegation; Kursiv: Statistik nicht vollständig)